# Tomaspis nigricans
Tomaspis nigricans is een halfvleugelig insect uit de familie schuimcicaden (Cercopidae). De wetenschappelijke naam van deze soort is voor het eerst geldig gepubliceerd in 1843 door Amyot & Serville.